# نجاست سرزمین ملتها
نجاست سرزمین ملتها (عبری:  טומאת ארץ העמים تومات ارتز هاعمیم) یک دستور ربانی یهودی است که بر این اساس تمامی سرزمینهای خارج از سرزمین اسرائیل دارای نجاست می‌باشند. این دستور در زمان وجود معبد دوم اورشلیم اجرا می‌شد.

## تاریخچه
این دستور توسط جوزه بن جوزر بنا شد. بر اساس این دستور خاکی که از خارج از سرزمین اسرائیل وارد میشد دارای وضعیت سفک توماه (احتمالاً نجس ولی نه به صورت قطعی ) بود. ولیکن در دستور اولیه چیزی در مورد هوای خارج از سرزمین اسرائیل ذکر نشده بود. هشت سال قبل از نابودی معبد دوم اورشلیم ، سنهدرین دستور داد که بر اساس آن هوای خارج از سرزمین اسرائیل نیز دارای وضعیت توماه (نجس) است. سنهدرین بعداً دستور داد نجاست محتمل خاک غیر اسرائیلی به نجاست قطعی تبدیل شود.

## دلیل
دلیل این امر بر اساس تلمود روشهای دفن غیریهودیان (جنتیلها) ذکر شده است. همچنین دلیل دیگر این دستور ممکن است به این مربوط باشد که از خروج یهودیان از سرزمین اسرائیل (طهور) جلوگیری کند.

## تومات اوهل
در نوشتارهای حاخامها بحثهایی در مورد اینکه اگر فردی به سرزمین خارج از اسرائیل درون یک چادر رود (که هیچ وقت بدنش با خاک غیراسرائیلی تماس پیدا نکند) وجود دارد.